# Soulignonne
Soulignonne là một xã trong tỉnh Charente-Maritime Charente-Maritime trong vùng Nouvelle-Aquitaine, tây nam nước Pháp. Xã Soulignonne nằm ở khu vực có độ cao từ 15-60 mét trên mực nước biển.